# Saxifraga unguipetala
Saxifraga unguipetala är en stenbräckeväxtart som beskrevs av Adolf Engler och Irmsch.. Saxifraga unguipetala ingår i Bräckesläktet som ingår i familjen stenbräckeväxter. Inga underarter finns listade i Catalogue of Life.